# Csökmő
Csökmő nagyközség Hajdú-Bihar vármegyében, a Berettyóújfalui járásban.

## Fekvése
A Bihari-sík délnyugati peremén, a Berettyó és a Sebes-Körös folyók találkozásához közel fekszik. A legközelebbi város Szeghalom 12 kilométerre nyugatra; további szomszédai: északkelet felől Darvas, kelet felől Komádi, délkelet felől Újiráz, nyugat felől Szeghalom, északnyugat felől pedig Füzesgyarmat.
Különálló településrészei Kóróssziget, a központjától 3,5 kilométerre északra, valamint Czirkópuszta (vagy Cirko), 3 kilométerre kelet-délkeleti irányban. Korábban különálló településrésznek számított Újtelep is, a központtól délre, de az mára szinte összenőtt a régi faluval.

### Megközelítése
A településen végighalad, északkelet-délnyugati irányban a 47-es főút, így ez a leginkább kézenfekvő közúti megközelítési útvonala Debrecen-Berettyóújfalu és Szeged-Békéscsaba-Szeghalom felől is. A szomszédos települések közül Újirázzal és Sarkad térségével a 4223-as út köti össze.
Czirkópuszta a 4223-as út mellett helyezkedik el, arról érhető el egy rövidke, jelöletlen, de szilárd burkolatú bekötőúton, míg Kóróssziget a 47-es főútból, annak a 65+800-as kilométerszelvénye táján nyugat felé kiágazó, bő másfél kilométer hosszú 42 116-os számú mellékúton közelíthető meg.
Vasútvonal nem érinti, a legközelebbi vasúti csatlakozási lehetőséget a Körösnagyharsány–Vésztő–Gyoma-vasútvonal és a Kötegyán–Püspökladány-vasútvonal közös szeghalmi állomása kínálja, 13 kilométerre nyugatra.

## Története
A szájhagyomány szerint avar gyűrű volt a község területén a honfoglalás előtt (ha igaz, avar leletek kerültek már elő), s honfoglaló eleink itt lakott helyet találtak. A legrégibb írásbeli bizonyíték a község létezésére a Váradi Regestrum, amely szerint 1219-ben Csökmőről való vádlott is volt beidézve a tüzesvaspróba szerint ítélő egyházi bíróság elé. A tatárjárás idején a község elpusztult, s körülbelül negyven év múlva települt újra. E vidék s a község őslakói az avarok mellett szlávok voltak, de örökös harcoktól feldúltan váltogatták vagy megtűrték itt egymást gótok, hunok, gepidák, rómaiak, bolgárok, kazárok. Sőt a honfoglalók még székelyeket is találtak, míg végül az 1279. évi országgyűlés a Körös partjait, vele Csökmőt a kunok számára jelölte ki letelepedési helyül.
Elnevezésére megbízható magyarázatot még nem találtunk. Nevét változatosan őrzik az idők és a középkori oklevelek. Szerepel Chuklev, Chekmeo és Chytmen alakban írva is, legrégebbről való településrajzán pedig Zekmeny díszeleg.
Első ismert birtokosai a Smaragdusok, majd a Veérek. 1405-ben Zsigmond király elkobozta Csökmőt Veér Miklóstól és a Maróthyaknak adományozta. Ez időben a váradi káptalannak is volt itt részbirtoka. 1483-ban a Csáky család tartott igényt Szeghalom és Csökmő helységekre, s azokat el is nyerte. 1560 után a káptalant megfosztották csökmői birtokától, de a 18. század elején (az 1715. évi birtokrendező törvény által) az egész község a tulajdonába került. Közben a 15. században a Csákyak mellett birtokosai voltak még a Zoárdfiak és a Dengelegiek is.
A hajdani – több ezer holdra kiterjedő – nádasai a tatárjárás és a törökdúlás idején alkalmas búvóhelyet nyújtottak az itt élőknek és a környékbelieknek. A község határában húzódik az Ördögárok. 1552-ben huszonnyolc portája, majd 1560-ban már református egyháza is volt. A törökök kiűzése után is még két ízben, az 1693. és 1695. években tatárok pusztították el a környéket, 1704-ben pedig rácok dúltak a sárréti településekben. Az 1709-1711. években dühöngő járvány majdnem kiirtotta a lakosságot. Ebben az időben csakis a mocsaraktól védett helyeken találunk állandó lakosokra. Az 1715. évben megtartott összeírás befejező jelentésében „új ültetvény”-nek mondják az újratelepített községeket Csökmővel együtt.
A szájhagyomány szerint a község legrégibb épülete a községházával, illetve a mai polgármesteri hivatallal szemben lévő épület, mintegy négyszáz esztendős, és négy évszázadon át vagy iskola volt, vagy iskola is volt benne. A régi iratok szerint azonban a templom épülete a legrégibb, ami 1756-ban készült barokk épület. 1891-ben kapta végleges, mai formáját.
A török megszállás alatt elmenekült birtokosok utódai az 1700-as évek elején előkerültek, hogy ősi birtokaikat visszafoglalják. Ugyanakkor az egyház is megkezdte régi birtokainak visszavételét. Ez ügyben nagy perek voltak. Végül a váradi káptalan 1712-ben Szeghalom helyett Csökmőt kapta a királyi kincsártól. Békés vármegye kikerekítése már hosszabb ideje foglalkoztatta Bihar vármegyét. Annál is inkább, mert 1699-ben megtörtént Szeghalom, Torda, Károly és Balkány községeknek Békés vármegyéhez való csatolása. Bihar élénken tiltakozott az átcsatolások ellen. A két vármegye közötti területi vitának az vetett véget, hogy Szeghalom és Csökmő között a Kissárrét egyik megközelíthetetlen mocsara húzódott, amely azután a pereskedő vármegyék között természetes határt alkotott. Az 1732. évi vármegyei összeírás igazolja, hogy ekkor már Csökmőt teljes egészében a káptalan birtokolta.
Bocskai függetlenségi harcában (1604–1606) vagy a Rákóczi-szabadságharcban (1703–1711) való részvételre nincs adatunk, de azt tudjuk, hogy az 1848–49-es szabadságharcban a csökmőiek közül sokan voltak Kossuth katonái. Azt is tudjuk, hogy a Rákóczi-szabadságharc után bujdosó kurucok és az 1849-es szabadságharc után bujdosó honvédek közül többen lettek itt nádi betyárok, akikkel rokonszenvezett az itt élő nép, bújtatták és segítették őket.
1850-ben 2084 fő lakosa volt, ezek közül 154 földesgazda, 133 zsellér, 63 cseléd és 19 mesterember. Közel húszezer hold területéből körülbelül négy és fél ezer volt a szántó. A többi rét és mocsár. Mindvégig jelentős állattenyésztése volt. Az 1860-as években a mocsár-lecsapolások és folyószabályozások döntő változásokat hoztak a csökmőiek életében, ettől kezdve vált fő foglalkozásukká a földművelés. A századfordulón a kézműves ipar is kialakult, majd a 20. században, főként a két világháború között virágzott.
Az 1700-as évek elejétől Nagyváradhoz tartozott Csökmő a Tiszántúli Kerület, majd a Nagyváradi Kerület részeként. 1867 és 1918 között Bihar vármegyében volt, ugyancsak Nagyvárad székhellyel, amikor Bihar volt Magyarország legnagyobb vármegyéje. 1920-ban a vármegye nagyobbik részét Romániához csatolták, s ide került a közigazgatási-vallási központ, Nagyvárad is. Bihar vármegye kisebbik fele Magyarországon maradt, székhelye Berettyóújfalu lett, s ide tartozott Csökmő is. A második bécsi döntés után ismét a magyaroké lett a régi Bihar Nagyvárad székhellyel, de 1945 után újra visszaállt az 1940 előtti állapot. A megmaradt Bihar megyét 1950-ben átszervezték, és Hajdú-Bihar néven Debrecen központtal élesztették fel.

## Közélete

### Vezetői
| Terminus                             | Név           | Jelölő szervezet(ek) |
| Tanácselnökök                        | Tanácselnökök | Tanácselnökök        |
| ------------------------------------ | ------------- | -------------------- |
| 1985-1990                            | Házi Mihályné | Hazafias Népfront    |
| Polgármesterek (1990-től napjainkig) |               |                      |
| 1990–1994                            | Futás István  | független            |
| 1994–1998                            | Varga József  | független            |
| 1998–2002                            | Varga József  | független            |
| 2002–2006                            | Varga József  | független            |
| 2006–2010                            | Varga József  | független            |
| 2010–2014                            | Varga József  | független            |
| 2014–2019                            | Nagy Tibor    | független            |
| 2019–2024                            | Nagy Tibor    | Fidesz-KDNP          |
| 2024–                                | Nagy Tibor    | Fidesz-KDNP          |

## Népesség
A település népességének változása:
| Lakosok száma | 1925 | 1931 | 1912 | 1770 | 1760 | 1690 | 1703 |
|               | 2013 | 2014 | 2015 | 2021 | 2022 | 2023 | 2024 |

A 2011-es népszámlálás során a lakosok 85%-a magyarnak, 4% cigánynak, 0,2% németnek mondta magát (15% nem nyilatkozott; a kettős identitások miatt a végösszeg nagyobb lehet 100%-nál). A vallási megoszlás a következő volt: római katolikus 4,1%, református 43,5%, görögkatolikus 0,2%, evangélikus 0,2%, felekezeten kívüli 29,9% (21,8% nem válaszolt).
2022-ben a lakosság 93,1%-a vallotta magát magyarnak, 3% cigánynak, 0,2% németnek, 0,1% bolgárnak, 0,1% románnak, 0,1% ukránnak, 1,2% egyéb, nem hazai nemzetiségűnek (6,9% nem nyilatkozott; a kettős identitások miatt a végösszeg nagyobb lehet 100%-nál). Vallásuk szerint 30,1% volt református, 2,3% római katolikus, 0,4% görög katolikus, 0,2% egyéb keresztény, 0,5% egyéb katolikus, 0,3% evangélikus, 0,1% ortodox, 0,1% izraelita, 33,9% felekezeten kívüli (32,2% nem válaszolt).

## Nevezetességei
- A 2011-ben felújított 18–19. századi református templom. A közelben feltárt régészeti leletek: Árpád-kori templomalapfal-maradványok, sírok, számos pénzérme és egy ritkaságnak számító arany karkötő.
- Csökmő nagyközség önkormányzatának épülete és a hozzá kapcsolódó szoborpark.
- A 2005 óta működő Csökmői Tájház.
- A 2014-ben átadott Örökségünk Háza, mely az egyik legrégebbi csökmői épületben működik.
- A csökmői Faluház, Könyvtár és Alapfokú Művészeti Iskola számos szakkörnek, egyesületnek ad otthont. 1990 óta minden év augusztusában az intézmény szervezésében kerül megrendezésre a Sárkány-nap, mellyel egy 18. századi eseménynek, a sárkányhúzásnak[16] állítanak emléket.
- A községhez tartozik Kóróssziget, amely napjainkban egyre inkább üdülőfaluvá válik. Itteni látnivalók: a Szent László kápolna és a csökmői Sárréti Vadásztársaság kórósszigeti vadászháza.
- Csökmőnek gazdag madár- és vadvilága van. Előfordul itt – természetes környezetében – Európa legnagyobb madara, a túzok. Évente itt telel a nyáron Észak-Európában fészkelő rétisasok néhány példánya is.

## Itt születtek
- Gyárfás Dezső, született: Gottesmann Dezső, beceneve: Gyafi (1882 – 1921) színész, komikus, kupléénekes, a pesti kabaré úttörője

- Rácz Lajos  környezet- és klímatörténész, egyetemi tanár, az MTA doktora